# Vento del Sud (singolo)
Vento del Sud è un singolo del gruppo musicale italiano Tiromancino, pubblicato il 20 giugno 2019.

## Video musicale
Il videoclip, girato a Taranto, è stato pubblicato il 25 giugno 2019 sul canale Vevo-YouTube del gruppo.

## Successo commerciale
In Italia è stato il 67º singolo più trasmesso dalle radio nel 2019.

## Classifiche
| Classifica (2019)         | Posizione massima |
| ------------------------- | ----------------- |
| Italia (airplay italiana) | 11                |
| Italia (airplay)          | 14                |